# کامپیونتیکس
کامپیونتیکس (انگلیسی: Compunetix) شرکت مخابرات آمریکایی است، که در سال ۱۹۶۸ تأسیس شد.